# El jefe (película de 2011)
El jefe es una película de comedia coproducción colombiana-argentina-canadiense que se estrenó el 3 de noviembre de 2011 dirigida por Jaime Escallón Buraglia y protagonizada por Julián Román, Carlos Hurtado, Katherine Porto, Mirta Busnelli y Marcela Benjumea.

## Sinopsis
Ricardo Osorio es un ejecutivo de una empresa que odia su trabajo y su vida cotidiana. Está cansado de su esposa, de su hijo recién nacido y de su nuevo jefe. Sin embargo, su vida empieza a tener sentido cuando inicia un romance con Ángela, amiga de su esposa. Con el objetivo de escapar con su amante, Ricardo empieza a realizar sucios engaños para recolectar el dinero suficiente.

## Reparto
- Julián Román
- Carlos Hurtado
- Katherine Porto
- Mirta Busnelli
- Marcela Benjumea